# کاردیوورژن
کاردیوورژن (به انگلیسی: Cardioversion) یا شوک هماهنگ قلبی در پزشکی به‌معنی برطرف نمودن آریتمی قلبی و بازگرداندن ریتم طبیعی به قلب بوده و اغلب به استفاده از نیروی الکتریکی برای حذف تاکی‌دیس‌ریتمی در قلبی که دارای کمپلکس QRS می‌باشد  گفته می‌شود. در صورتی که بر روی مانیتور یا نوار قلبی کمپلکس QRS دیده نشود یا بیمار فاقد نبض باشد٬ باید از شوک غیر هماهنگ با دفیبریلاتور مانور انجام داد.
کاردیوورژن(بنابه‌تعریف) می‌تواند بدون استفاده از دستگاه شوک و تنها با دارو صورت پذیرد اما در صورت نیاز به شوک الکتریکی٬ این جریان باید در مدت زمان معین و به صورت شوک سنکرون درون بدن بیمار تخلیه شود چراکه اگر تخلیه در زمان موج تی اعمال شود منجر به فیبریلاسیون بطنی می‌گردد. دستگاه‌های کاردیوورژن مدرن مجهز به سیستم آنالیزکننده موج قلب بوده و پس از فشردن دکمه تخلیه٬ به‌طور خودکار صبر می‌کند تا لحظه مناسب تخلیه برسد و جریان را عبور می‌دهند.

## سبب‌شناسی
مشکلاتی که منجر به آریتمی همراه کمپلکس QRS می‌گردد شامل فیبریلاسیون دهلیزی، تاکی‌کاردی بطنی، فلوتر دهلیزی و غیره است.

## موارد کاربرد
کاردیوورژن یک درمان انتخابی است و در شرایط زیر به‌کار می‌رود:
- دیس‌ریتمی که موجب بروز یا وخیم شدن اختلالات همودینامیکی می‌گردد.
- آریتمی که موجب بروز یا وخیم شدن ایسکمی قلبی در بیمار گردد.
- تاکی‌دیس‌ریتمی که به درمان دارویی(کاردیوورژن دارویی) پاسخ ندهد.